# 그녀의 화분 NO.1
《그녀의 화분 NO.1》은 1998년 7월 31일에 MBC에서 방영한 베스트극장이다. 이후 명작선으로 선정되어 2006년 4월 29일에 재방송되었다.

## 줄거리
미진화장품 전화교환원으로 근무하는 현아는 총무부 도훈을 남몰래 사랑한다. 따뜻한 마음을 가진 도훈은 부장의 비난을 뒤로 한 채 이번 주말에도 청각장애인 학교 자원 봉사활동에 나선다. 현아는 도훈 몰래 그곳에 찾아갔는데 도훈이 그곳의 교사인 혜진과 사귀고 있다는 사실을 알게 된다. 자원봉사자인 선재는 부모님 모두 청각장애자여서 수화에 능한데다 조용한 성격으로 꽃가게를 운영하고 있다. 상심한 현아는 선재를 청각장애인으로 오해하고 그 앞에서 자신의 괴로움을 내비친다. 망설임 끝에 현아는 도훈을 찾아가 자신의 감정을 어렵게 고백해 보지만, 도훈은 사귀는 사람이 있다며 거절한다. 괴로움을 잊기 위해 술에 마시던 현아는 몰래 그녀를 뒤쫓아온 선재를 다시 만나게 되자 취기를 빌어 선재에게 자신의 실연 사실을 털어놓는다.

## 등장 인물

### 주요 인물
- 김선아 : 현아(23세) 역
- 정찬 : 선재(29세) 역
- 홍일권 : 도훈(23세) 역

### 그 외 인물
- 김래원 : 선재네 꽃집 남자 역
- 전유진
- 김복희
- 문회원 : 총무부 최 부장 역
- 차윤회 : 버스 안 부부싸움 남편 역
- 이경순
- 최한호 : 결혼기념일 꽃배달시킨 남편 역
- 손소영
- 이명숙 : 버스 안 부부싸움 아내 역
- 조향이 : 결혼기념일 꽃 받은 아내 역